# Woźniki (Petite-Pologne)
Pour les articles homonymes, voir Woźniki.
Woźniki est une localité polonaise de la gmina de Tomice, située dans le powiat de Wadowice en voïvodie de Petite-Pologne.